# Tréprel
Tréprel är en kommun i departementet Calvados i regionen Normandie i norra Frankrike. Kommunen ligger i kantonen Falaise-Nord som ligger i arrondissementet Caen. År 2022 hade Tréprel 109 invånare.

## Befolkningsutveckling
Antalet invånare i kommunen Tréprel
Referens:INSEE